# مرغزار فلاشینگ–کرونو پارک (فیلم)
«مرغزار فلاشینگ–کرونو پارک» (انگلیسی: Flushing Meadows) یک فیلم کوتاه آمریکایی به کارگردانی جوزف کورنل است که در سال ۱۹۶۵ میلادی منتشر شد. این فیلم به یادبود «جویس هانتر» پیشخدم کوئیز که جوزف کورنل کارگردان فیلم وی را در سال ۱۹۶۲ ملاقات کرده بود تهیه شد.
این فیلم در ۲۲ دسامبر ۲۰۰۳ در نیویورک به نمایش عمومی درآمد.